# Bideford
Bideford – miasto portowe w Wielkiej Brytanii, w hrabstwie Devon, w dystrykcie Torridge, położone nad rzeką Torridge. Miasto leży na szlaku turystycznym Tarka Trail.

## Historia
Ośrodek handlowy, prawo do targu zagwarantowane w 1272. W XIII wieku wybudowano tu most zwany "długim" (Long Bridge), opartym na 24 łukach, istniejącym do dzisiaj. W XVI wieku miasto rozrosło się do rozmiarów trzeciego pod względem wielkości portu w Wielkiej Brytanii. Port zajmował się przede wszystkim załadunkiem gliny na statki. Według legendy, to tu właśnie sir Walter Raleigh miał wyładować swój pierwszy ładunek handlowy. Obecnie miasto pełni rolę lokalnego ośrodka handlowego.
W 2008 poddano remontowi zabytkowy most, za kwotę 2,1 mln GBP.

## Bideford w kulturze
Miasto było miejscem zamieszkania dziewiętnastowiecznego literata Charlesa Kingsleya. Autor opisał Bideford w książce Westward Ho!, od jej tytułu nazwano sąsiadujące miasto. W miejscowym parku znajduje się pomnik pisarza.

## Miasta partnerskie
Manteo, North Carolina.